# Eduardo Jover
Eduardo Jover (Linares, Jaén, 1955) es un actor de voz español.

## Trayectoria
Licenciado en Arte Dramático por la Escuela Superior de Arte Dramático de Córdoba y en Periodismo por la Universidad Complutense de Madrid. Tras su periodo de formación se traslada a Madrid en 1973, comenzando su actividad profesional en 1975.
Especializado en interpretación de doblaje, durante una carrera que se ha prolongado durante más de cinco décadas, ha tenido ocasión de trabajar tanto en cine como en televisión. Para la gran pantalla, destaca su doblaje a actores como Kevin Bacon en Viernes 13, John Cleese en La vida de Brian, Tom Cruise en El color del dinero, Christopher Lambert en Los inmortales, Steve Guttenberg en Loca academia de policía o Tom Hanks en Big.
Para televisión ha prestado su voz a, entre otros, Grant Goodeve (Davis Bradford en Con ocho basta, 1978), Fred Grandy (Gopher en Vacaciones en el mar, 1980), John James (Jeff Colby en Dinastía), James Read (George Hazard en Norte y Sur, Pierce Brosnan (Remington Steele), Richard Dean Anderson (Mc Gyver) o Anthony Edwards (Mark Greene en Urgencias).
Suya también es la voz del personaje principal de la serie de dibujos animados D'Artacán y los tres mosqueperros.
Casado con la también actriz Amparo Climent, tiene cuatro hijos.